# Instituto de Ingenieros Industriales y de Sistemas
El instituto de Ingenieros Industriales y de Sistemas es una asociación profesional dedicada exclusivamente al apoyo de la ingeniería industrial y de las personas que participan en la mejora de la calidad y la productividad.

## Historia
El instituto se fundó en 1948 como instituto Americano de Ingenieros Industriales. En 1981, el nombre se cambió a instituto de Ingenieros Industriales para reflejar su alcance internacional. En 2016, el nombre se cambió nuevamente al actual instituto de Ingenieros Industriales y de Sistemas para mostrar el alcance cambiante de los ingenieros que trabajan con sistemas integrados a gran escala.
Se trata de una de las sociedades profesionales más grandes del mundo que se enfoca en la ingeniería industrial. Es una sociedad internacional sin fines de lucro que realiza investigaciones, capacitaciones y programas relacionados con la ingeniería industrial. Sus miembros incluyen tanto estudiantes universitarios como profesionales. El IISE celebra anualmente conferencias regionales y nacionales en los Estados Unidos.